# Cirurgia estética
Cirurgia estética é um ramo da cirurgia plástica, orientado para a busca da perfeição das formas e não para melhorar funções ou tratar doenças.
Entre os indivíduos que recorrem a este tipo de cirurgia, está o desejo de melhorar a sua aparência, pretendendo, por exemplo, eliminar defeitos de pele, alterar o aspecto de uma cicatriz, a forma e o tamanho do nariz, da mandíbula ou das mamas, retirar o excesso de pele e de tecido adiposo do corpo e as rugas que surgem com a idade avançada ou a perda de peso.
Designa-se Cirurgia estética do corpo as cirurgias efetuadas para remover excesso de pele e/ou gordura de várias partes do corpo, em especial o abdómen, face interna das pernas e nádegas.

## Tipos de cirurgias
As cirurgias estéticas mais comumente realizadas são: rinoplastia (cirurgia do nariz), blefaroplastia (cirurgia das pálpebras), ritidoplastia (cirurgia das rugas faciais), lipoaspiração (cirurgia para remoção de gordura localizada), dermolipectomia abdominal (cirurgia para remoção do excesso de pele abdominal), mamoplastia redutora (cirurgia para redução e suspensão das mamas), mamoplastia de aumento (cirurgia para aumento das mamas, geralmente com próteses de silicone), otoplastia (correção de orelhas protuberantes), implante capilar (correção da calvície).